# Blåvingad bladfågel
Blåvingad bladfågel (Chloropsis moluccensis) är en asiatisk fågel i familjen bladfåglar med vid utbredning från Indien till Indonesien.

## Utseende
Blåvingad bladfågel är en 16–18 cm lång, gnistrande grön fågel med blått inslag på skuldrorna, samt i vingar och stjärt. Hanen har svart tygel och strupe som omringar en gnistrande blåviolett strimma från mungipan bakåt. Runt detta område syns en gulaktig kant, från övre delen av bröstet upp på pannan. Liknande hane guldpannad bladfågel har ett större svart område och pannan är gyllengul. Hona blåvingad bladfågel har turkos strupe omringat av en gul, diffust avgränsad ram.

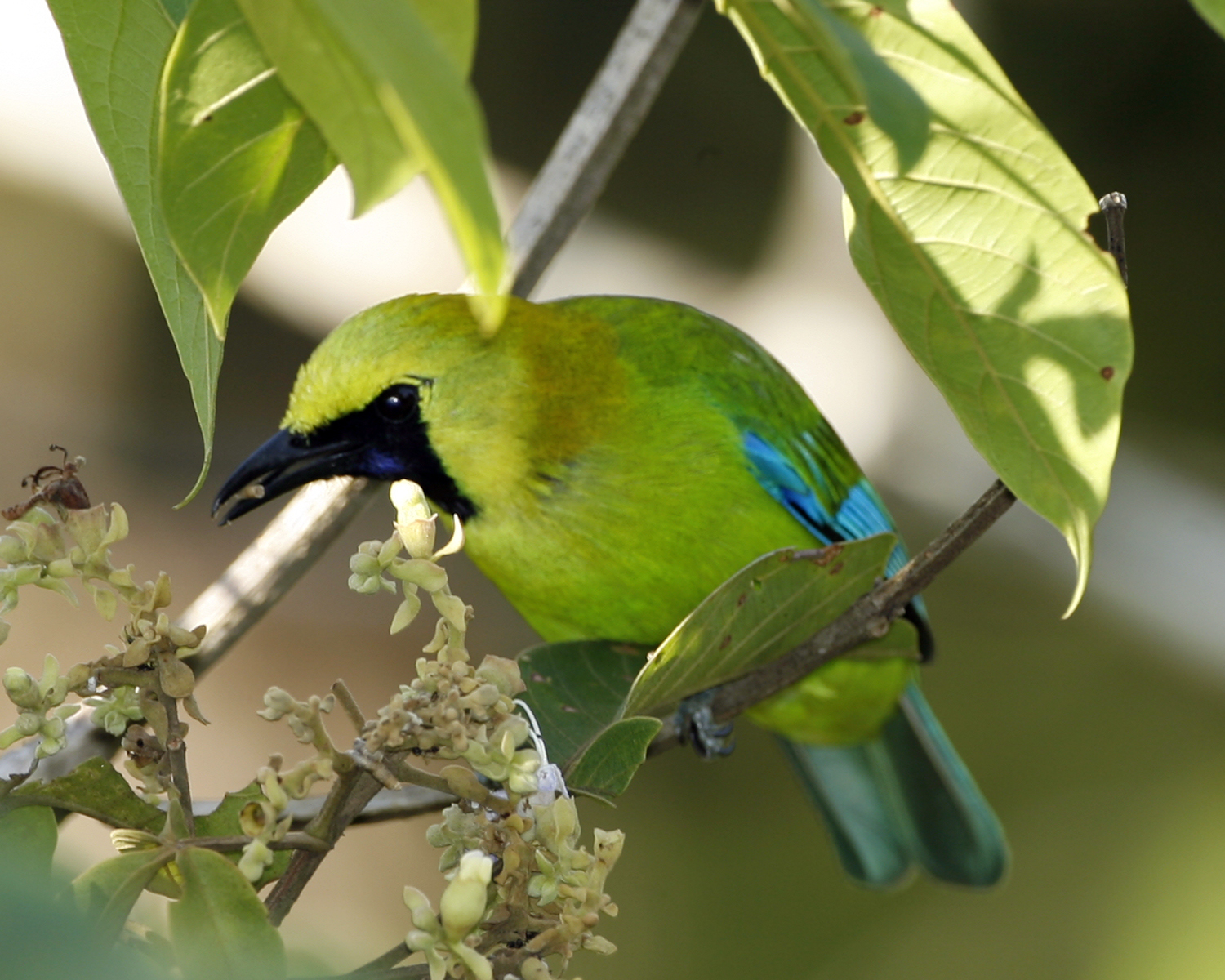
Adult hane

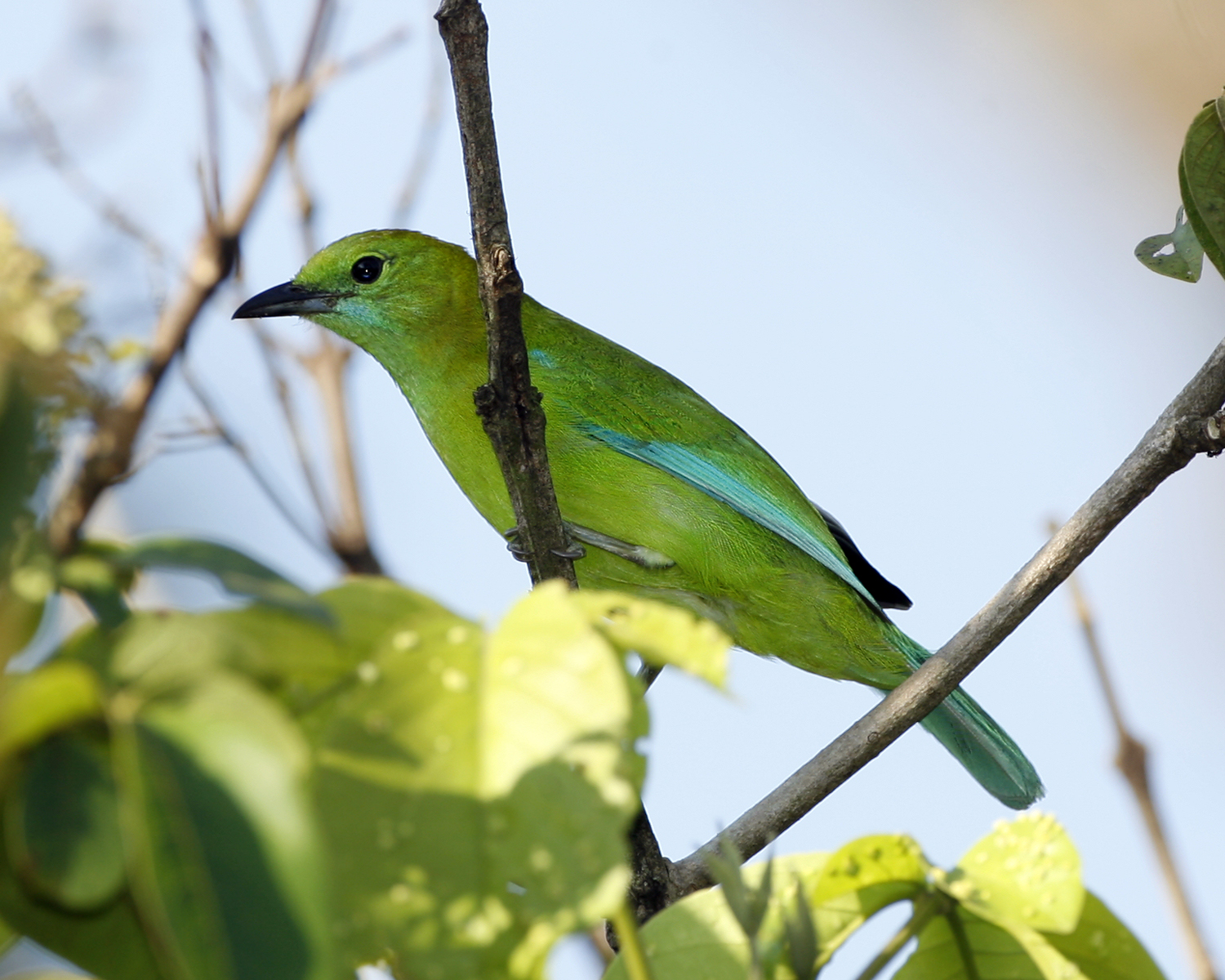
Adult hona

Javabladfågeln (C. cochinchinensis, som moluccensis tidigare behandlades som en del av) skiljer sig från blåvingad bladfågel genom avsaknad av gult på hjässan, mycket mer turkosgrön (ej marinblå) vingspegel, mer gult på bröstet nedanför strupen men mycket mindre på strupsidan och i resten av ansiktet samt hos honan större kontrast mellan den mer tydligt turkosgröna strupen och den gulgröna undersidan.

## Utbredning och systematik
Blåvingad bladfågel delas in i sex underarter med följande utbredning:
- Chloropsis moluccensis chlorocephala – östra Bangladesh och nordöstra Indien till Myanmar och västra Thailand
- Chloropsis moluccensis kinneari – södra Kina, norra Indokina och nordöstra Thailand
- Chloropsis moluccensis auropectus – sydöstra Thailand och södra Indokina
- Chloropsis moluccensis serithai – thailändska halvön
- Chloropsis moluccensis moluccensis – södra Malackahalvön, Sumatra och närliggande öar
- Chloropsis moluccensis viridinucha – Borneo
- Chloropsis moluccensis cochinchinensis – Java

Vissa urskiljer även underarterna icterocephala, natunensis och billitonis med utbredning på Sumatra, Natunaöarna respektive Belitung utanför Borneo, men dessa inkluderas vanligen i moluccensis.
Tidigare inkluderades behandlades blåvingad bladfågel och javabladfågel (C. cochinchinensis) som en och samma art, med det svenska trivialnamnet blåvingad bladfågel men det vetenskapliga artnamnet cochinchinensis som har prioritet före moluccensis. Även indisk bladfågel (C. jerdoni) och borneobladfågel (C. kinabaluensis) inkluderades tidigare i blåvingad blåfågel, men urskiljs numera allmänt som egna arter.

## Status och hot
Arten har ett stort utbredningsområde, men tros minska i antal, dock inte tillräckligt kraftigt för att den ska betraktas som hotad. Internationella naturvårdsunionen IUCN listar därför arten som livskraftig (LC).